# Luigi III di Montpensier
Luigi di Borbone-Vendôme (Moulins, 10 giugno 1513 – Champigny-sur-Veude, 20 settembre 1582) fu delfino d'Alvernia e duca di Montpensier (Luigi III). Era figlio di Luigi di Borbone-Vendôme, principe di La Roche-sur-Yon, e di Luisa di Borbone-Montpensier, duchessa di Montpensier.

## Biografia
Partecipò a numerose campagne contro Carlo V, durante le quali, nella battaglia di San Quintino del 1557 fu schiacciato dal suo cavallo e fatto prigioniero dal nemico. Inizialmente favorevole alla causa protestante, grazie anche all'influenza di sua moglie, cambiò alleanza nel 1561 dopo aver ereditato dalla madre il Ducato di Montpensier. Nel 1562 venne nominato governatore di Turenna e d'Angiò e incaricato di intraprendere una campagna contro gli ugonotti.

## Matrimoni e figli
Sposò nel 1538 Jacqueline de Longwy, contessa di Bar-sur-Seine (morta a Parigi nel 1561), figlia di Jean IV de Longwy, barone de Pagny, e di Jeanne d'Angoulême, figlia illegittima di Carlo di Valois e quindi sorellastra di Francesco I di Francia. Luigi e Jacqueline ebbero:
- Françoise (1539-1587), sposatasi nel 1559 con Henri Robert de La Marck, duca di Bouillon et principe di Sedan († 1574);
- Anne (1540-1572), sposatasi nel 1561 con Francesco II di Clèves, duca di Nevers († 1562);
- Jeanne (1541-1620), badessa dal 1572 dell'abbazia di Notre-Dame de Jouarre;
- François (1542-1592), duca di Montpensier;
- Charlotte (1547-1582), badessa di Notre-Dame de Jouarre nel 1566, sposatasi nel 1572 con Guglielmo I, principe d'Orange (†1584);
- Louise (1548-1586), badessa di Faremoutiers.

Nel 1570, sposò in seconde nozze Caterina di Guisa, sorella di Enrico di Guisa. Da Caterina non ebbe figli.

## Ascendenza
|                                  |                        |                                 | Genitori                         |  |  | Nonni |  |  | Bisnonni                   |  |  | Trisnonni                       |  |
|                                  |                        |                                 |                                  |  |  |       |  |  | Luigi I di Borbone-Vendôme |  |  | Giovanni I di Borbone-La Marche |  |
|                                  |                        |                                 |                                  |  |  |       |  |  | Luigi I di Borbone-Vendôme |  |  | Giovanni I di Borbone-La Marche |  |
|                                  |                        | Caterina di Vendôme             |                                  |  |  |       |  |  | Luigi I di Borbone-Vendôme |  |  |                                 |  |
| Giovanni VIII di Borbone-Vendôme |                        |                                 |                                  |  |  |       |  |  | Luigi I di Borbone-Vendôme |  |  |                                 |  |
|                                  |                        | Giovanna di Monfort-Laval       | Guido XIII di Montfort-Laval     |  |  |       |  |  |                            |  |  |                                 |  |
|                                  |                        | Giovanna di Monfort-Laval       | Guido XIII di Montfort-Laval     |  |  |       |  |  |                            |  |  |                                 |  |
|                                  |                        | Giovanna di Monfort-Laval       | Anna di Laval                    |  |  |       |  |  |                            |  |  |                                 |  |
| Luigi di Borbone-Vendôme         |                        | Giovanna di Monfort-Laval       |                                  |  |  |       |  |  |                            |  |  |                                 |  |
|                                  |                        | Luigi di Beauvau                | Pietro di Beauveau               |  |  |       |  |  |                            |  |  |                                 |  |
|                                  |                        | Luigi di Beauvau                | Pietro di Beauveau               |  |  |       |  |  |                            |  |  |                                 |  |
|                                  |                        | Luigi di Beauvau                | Giovanna di Craon                |  |  |       |  |  |                            |  |  |                                 |  |
| Isabella di Beauvau              |                        | Luigi di Beauvau                |                                  |  |  |       |  |  |                            |  |  |                                 |  |
|                                  |                        | Margherita di Chambley          | Ferry di Chambley                |  |  |       |  |  |                            |  |  |                                 |  |
|                                  |                        | Margherita di Chambley          | Ferry di Chambley                |  |  |       |  |  |                            |  |  |                                 |  |
|                                  |                        | Margherita di Chambley          | Giovanna di Launoy               |  |  |       |  |  |                            |  |  |                                 |  |
| Luigi III di Montpensier         |                        | Margherita di Chambley          |                                  |  |  |       |  |  |                            |  |  |                                 |  |
|                                  | Luigi I di Montpensier | Giovanni I di Borbone           |                                  |  |  |       |  |  |                            |  |  |                                 |  |
|                                  | Luigi I di Montpensier | Giovanni I di Borbone           |                                  |  |  |       |  |  |                            |  |  |                                 |  |
|                                  | Luigi I di Montpensier | Maria di Berry                  |                                  |  |  |       |  |  |                            |  |  |                                 |  |
| Gilberto di Borbone-Montpensier  | Luigi I di Montpensier |                                 |                                  |  |  |       |  |  |                            |  |  |                                 |  |
|                                  |                        | Gabriella di La Tour d'Auvergne | Bertrando V di La Tour           |  |  |       |  |  |                            |  |  |                                 |  |
|                                  |                        | Gabriella di La Tour d'Auvergne | Bertrando V di La Tour           |  |  |       |  |  |                            |  |  |                                 |  |
|                                  |                        | Gabriella di La Tour d'Auvergne | Giacomina dello Peschin          |  |  |       |  |  |                            |  |  |                                 |  |
| Luisa di Borbone-Montpensier     |                        | Gabriella di La Tour d'Auvergne |                                  |  |  |       |  |  |                            |  |  |                                 |  |
|                                  |                        | Federico I Gonzaga              | Ludovico III Gonzaga             |  |  |       |  |  |                            |  |  |                                 |  |
|                                  |                        | Federico I Gonzaga              | Ludovico III Gonzaga             |  |  |       |  |  |                            |  |  |                                 |  |
|                                  |                        | Federico I Gonzaga              | Barbara di Brandeburgo           |  |  |       |  |  |                            |  |  |                                 |  |
| Chiara Gonzaga                   |                        | Federico I Gonzaga              |                                  |  |  |       |  |  |                            |  |  |                                 |  |
|                                  |                        | Margherita di Baviera           | Alberto III di Baviera           |  |  |       |  |  |                            |  |  |                                 |  |
|                                  |                        | Margherita di Baviera           | Alberto III di Baviera           |  |  |       |  |  |                            |  |  |                                 |  |
|                                  |                        | Margherita di Baviera           | Anna di Braunschweig-Grubenhagen |  |  |       |  |  |                            |  |  |                                 |  |
|                                  |                        | Margherita di Baviera           |                                  |  |  |       |  |  |                            |  |  |                                 |  |